# ディグニティ・ヘルス・スポーツ・パーク
ディグニティ・ヘルス・スポーツ・パーク（Dignity Health Sports Park）は、アメリカ合衆国カリフォルニア州ロサンゼルス郊外の都市カーソンのカリフォルニア州立大学ドミンゲスヒルズ校キャンパス内にある複合スポーツ施設である。メジャーリーグサッカーのロサンゼルス・ギャラクシーとXFLのロサンゼルス・ワイルドキャッツがホームスタジアムとして使用中である。2017年から2019年にかけては、NFLのロサンゼルス・チャージャーズが暫定的に使用した。

## 概要
27,000人収容のサッカー専用スタジアム、2,000席から20,000席まで拡張可能な屋外陸上競技場、8,000人収容の屋外テニスコート、2,450人収容の屋内自転車競技場等からなる複合スポーツ施設である。

## 歴史
2003年6月1日の開場時の施設名は、小売業チェーンであるホーム・デポの企業名を冠して、ホーム・デポ・センター（Home Depot Center）だった。
2013年6月1日に命名権がイベントチケット売買サイトのスタブハブに変わり、スタブハブ・センター（StubHub Center）へ。
2019年1月1日には、カリフォルニア州に拠点を置く非営利医療法人ディグニティ・ヘルス（Dignity Health）に替わり、施設名も現在の名称に変更された。

### サッカー専用スタジアム

#### サッカー
メジャーリーグサッカーが誕生して2番目に作られた、メジャーリーグサッカー最大のサッカー専用スタジアムである。
2003年6月、それまでのローズボウルに変わって、ロサンゼルス・ギャラクシーのホームスタジアムになった。オープニングイベントはペレなどサッカー界の要人が出席して盛大に開催された。2005年からは、この年に創設されたクラブ・デポルティーボ・チーヴァス・USAがホームスタジアムとして使用。アメリカ女子プロサッカー、ロサンゼルス・ソルのホームスタジアムでもあった。
その他には、2003 FIFA女子ワールドカップの決勝戦、同年のMLSオールスターゲーム、2003年と2004年、2008年、2011年、2012年、2014年のMLSカップの開催地にもなっており、アメリカ代表チームのトレーニングキャンプ地や試合会場としても使用されている。
2009年にはパンパシフィックチャンピオンシップ2009が開催された。

#### ラグビー
2004年から2006年と2020年からHSBC SVNSのアメリカ大会であるUSAセブンズが開催されている。

#### アメリカンフットボール
高校、大学アメリカンフットボールの試合会場としても利用されている。2017年から2019年にかけては、サンディエゴから移転するNFLのロサンゼルス・チャージャーズがSoFiスタジアム完成までの間、暫定的に使用した。

### 陸上競技場
2005年に全米陸上競技選手権大会が開催された。

### テニスコート

#### テニス
2003年から2009年まで同地で開催されたWTAツアーの一つ、LA女子テニス選手権の開催場所として用いられた他、デビスカップやフェドカップでアメリカ代表のホームゲームの際の開催場所としても度々用いられてきている。LA28ではテニス競技の会場。

#### ボクシング
ミゲール・コット vs 亀海喜寛、ノニト・ドネア vs 西岡利晃、ゲンナジー・ゴロフキン vs バネス・マーティロスヤンが開催された。

### 自転車競技場
ベロ・スポーツセンターと名付けられている、2004年に完成したアメリカ国内唯一の屋内自転車競技場で、走路はシベリア松で作られている。アメリカ代表チームの練習拠点として使用されているほか、2005年には世界選手権自転車競技大会トラックレースが開催された。